# Bronze Star
Pour les articles homonymes, voir Bronze (homonymie).
La Bronze Star Medal (médaille de l'Étoile de bronze) est une décoration des armées des États-Unis.
Il s'agit de la quatrième plus haute distinction pour bravoure, héroïsme et mérite, derrière la Medal of Honor, la Distinguished Service Cross et la Silver Star.
La médaille est attribuée à toute personne qui, participant dans ou avec l'armée des États-Unis après le 7 décembre 1941 (date de l'attaque de Pearl Harbor, marquant l'entrée en guerre des États-Unis), s'est distinguée par des actions héroïques.
C'est le président Franklin Roosevelt qui a autorisé cette décoration le 4 février 1944, rétroactive au 7 décembre 1941, pour remonter le moral de l'infanterie qui subissait les pertes les plus sévères sur les champs de bataille.
Si le degré de bravoure requis pour obtenir la Bronze Star est inférieur à celui exigé pour la Silver Star, il doit néanmoins être important.

## Informations générales
La médaille est attribuée depuis le 7 décembre 1941 à un militaire de l'armée américaine ou d'une armée alliée. Elle distingue un acte héroïque ou méritoire, exceptant les opérations aériennes, dans une action contre un ennemi des États-Unis en étant dans ou avec l'armée américaine. Des récompenses peuvent être octroyées pour des actes d'héroïsme, exécutés dans les circonstances décrites ci-dessus, qui ne sont cependant pas assez importants pour mériter la Silver Star.
En ce qui concerne le service méritoire, la Bronze star récompense un service ne méritant pas la Legion of Merit. Pour recevoir la Bronze Star, un militaire doit être exposé au feu ennemi et être dans une situation dangereuse durant l'exécution de son action.
La médaille peut également être attribuée aux personnels civils à la condition d'avoir été exposés au feu de l'ennemi alors qu'ils étaient au service de l'armée américaine dans une zone de combat en plus d'avoir accompli des faits notables.